# 葛萝槭
葛萝槭（学名：Acer grosseri）为无患子科槭属的植物，是中国的特有植物。分布于中国大陆的安徽、湖北、河南、陕西、河北、湖南、山西、甘肃等地，生长于海拔1,000米至1,600米的地区，多生在疏林中，目前尚未由人工引种栽培。

## 变种
- Acer grosseri Pax var. hersii (Rehd.) Rehd.

## 参考文献

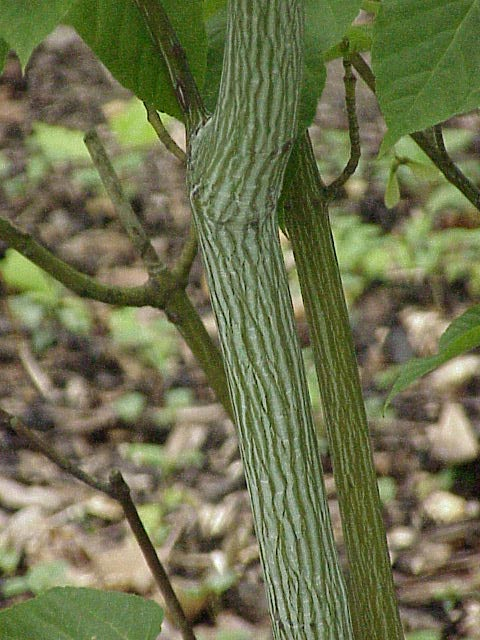